# 伯納爾群島
伯納爾群島（英語：Bernal Islands），是南極洲的群島，處於比斯科群島的拉瓦錫島南部以東約20公里的克里斯塔爾灣，以英國物理學家命名，現時由南極條約體系管理。